# Josep Maria Rius i Badia
Josep Maria Rius i Badia (Barcelona, 1842 - 5 de juny de 1902) fou un advocat, financer i polític català.

## Biografia
Fill de Vicenç Rius i Roca advocat natural de Tàrrega i de Carme Badia natural de Barcelona. Casat amb Joaquima Subirats i Pareny. Cosí de Francesc de Paula Rius i Taulet. Membre del Partit Conservador, fou alcalde de Barcelona de juny de 1895 a juny de 1896, secretari de la Societat Econòmica Barcelonesa d'Amics del País en 1901 i vicepresident de l'Institut Agrícola Català de Sant Isidre (IACSI) en 1889. Fou regidor de l'ajuntament de Barcelona en 1876 i en 1893. Durant el seu mandat com a alcalde intentà arreglar el paisatge urbanístic de la Plaça de Catalunya.
Fou elegit diputat pel districte d'Igualada a les eleccions generals espanyoles de 1891 i pel de Castellterçol a les eleccions generals espanyoles de 1896 i 1898.